# Elvis Gratton II : Miracle à Memphis
Série
Elvis Gratton : Le King des kings
(1985) Elvis Gratton XXX : La Vengeance d'Elvis Wong
(2004)
Pour plus de détails, voir Fiche technique et Distribution.
Elvis Gratton II : Miracle à Memphis est un film québécois d'une série de films du même nom, de Pierre Falardeau. Il met en vedette Julien Poulin, Yves Trudel et Barry Blake.

## Synopsis
Bob Gratton, mort depuis trois jours, est revenu à la vie. Premier homme à ressusciter depuis 2000 ans, il se remet tranquillement de son expérience à l'hôpital. Accompagné de son ami et beau-frère Méo, il part ensuite se reposer à la campagne. C'est là qu'il est rejoint par le producteur américain Donald Bill Clinton qui lui propose d'en faire une rock star internationale reconnue à travers le monde. Elvis accepte. Devenu rapidement une vedette adulée millionnaire, il crée une chaîne de restaurants fast food, achète l'île Sainte-Hélène, et fait tant bien que mal la promotion de l'unité canadienne.

## Fiche technique
Source : IMDb et Films du Québec
- Titre original : Elvis Gratton II : Miracle à Memphis
- Réalisation : Pierre Falardeau
- Scénario : Pierre Falardeau, Julien Poulin
- Musique : Jean St-Jacques
- Direction artistique : Jean-Baptiste Tard (en)
- Costumes : Suzanne Harel
- Maquillage : Nathalie Trépanier
- Coiffure : Serge Morache
- Photographie : Alain Dostie
- Son : Serge Beauchemin, Mathieu Beaudin, Hans Peter Strobl, Bernard Gariépy Strobl
- Montage : Claude Palardy
- Production : Christian Larouche et Bernadette Payeur
- Société de production : Association coopérative de productions audio-visuelles (ACPAV), Films Cinépix
- Société de distribution : Films Lions Gate, Les Films Christal
- Budget : 3 millions $ CA
- Pays de production :  Canada
- Tournage : 24 août au 4 octobre 1998
- Langue originale : français
- Format : couleur — 35 mm
- Genre : comédie satirique
- Durée : 105 minutes
- Dates de sortie :
  - Canada : 21 juin 1999 (premières au Cinéma 9 de Rock Forest et à Chicoutimi) [2],[3]
  - Canada : 1er juillet 1999 (sortie en salle au Québec)
  - Canada : 14 décembre 1999 (DVD)
- Classification :
  - Québec : Visa général (Déconseillé aux jeunes enfants)[4]

## Distribution
- Julien Poulin : Bob « Elvis » Gratton
- Yves Trudel : Méo
- Barry Blake : Donald Bill Clinton
- Jacques Thériault : le docteur
- Michelle Sirois : Agathe Pichette
- Anne-Marie Provencher : Lisianne Gagnon
- Guy Richer : le premier ministre
- Jean-Marie Boiteau : le réalisateur français
- Pierre Lenoir : le vendeur de limousines
- Julie Snyder : elle-même
- Claude Poissant : le réalisateur québécois
- Dominic Champagne : technicien du scanner
- Gilles-Philippe Delorme : le lecteur de nouvelles
- Dave Richer : Jean Elvis en chaise roulante
- Luc Picard : sikh Elvis
- Martin Dubreuil : père punk Elvis
- Alexandrine Agostini : infirmière
- Pierre Ébert : patient, compagnon de chambre
- Christian Pamerleau : musicien du show
- Sylvain Bolduc : musicien du show
- Gilles Tessier : musicien du show
- Ron Di Lauro : musicien du show
- Jean-Pierre Zanella : musicien du show
- Jean St-Jacques : musicien du show
- Jules Falardeau : musicien du show
- Sophie Faucher : la voix de la limousine (voix)
- Denise Mercier : Linda, femme d'Elvis Gratton (voix)

## Autour du film
- Le budget a été d'environ 3 000 000$.
- Le tournage a eu lieu du 24 août au 4 octobre 1998.